# (95962) Copito
Pour les articles homonymes, voir Copito (homonymie).
(95962) Copito est un astéroïde de la ceinture principale.

## Description
(95962) Copito est un astéroïde de la ceinture principale. Il fut découvert le 19 novembre 2003 à Begues par José Manteca. Il présente une orbite caractérisée par un demi-grand axe de 3,21 UA, une excentricité de 0,03 et une inclinaison de 21,2° par rapport à l'écliptique.

## Compléments